# Vermont State House

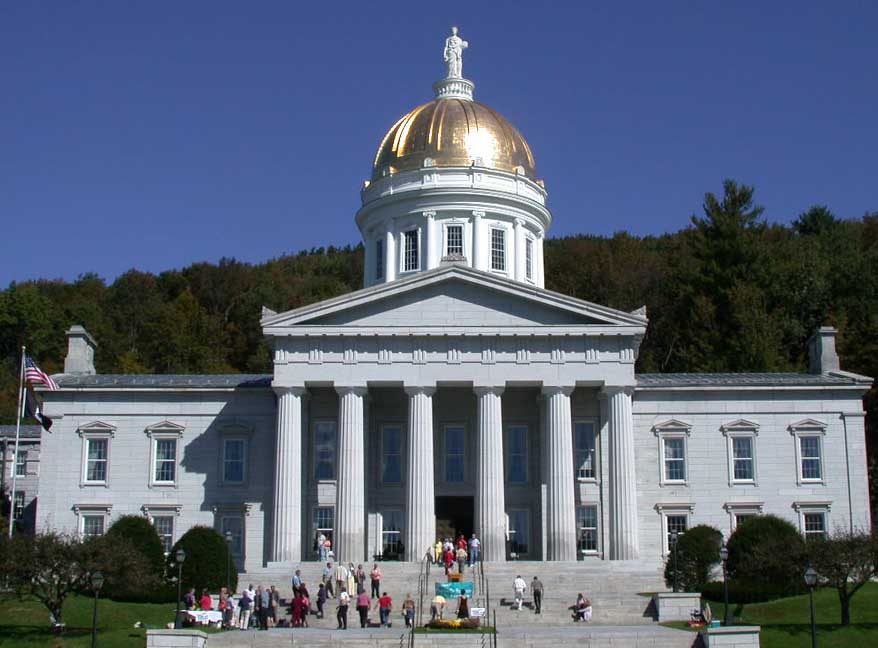
Het Vermont State House

Het Vermont State House is de zetel van de wetgevende macht van de Amerikaanse deelstaat Vermont en bevindt zich in de hoofdstad Montpelier. Het huidige gebouw in Neo-Grec-stijl dateert uit 1857-1858 en is al het derde capitool op die locatie. Het gebouw werd ontworpen door Thomas Silloway.